# NGC 4192A
NGC 4192A је спирална галаксија у сазвежђу Береникина коса која се налази на NGC листи објеката дубоког неба.
Деклинација објекта је + 14° 46' 20" а ректасцензија 12h 13m 26,2s. Привидна величина (магнитуда) објекта NGC 4192 износи 15,0 а фотографска магнитуда 15,7. NGC 4192A је још познат и под ознакама UGC 7223, MCG 3-31-76, VCC 81, PGC 39002.